# Montigny-en-Gohelle
Montigny-en-Gohelle is een gemeente in het Franse departement Pas-de-Calais (regio Hauts-de-France). De plaats maakt deel uit van het arrondissement Lens. Montigny-en-Gohelle telde op 1 januari 2022 9.667 inwoners.

## Geografie
De oppervlakte van Montigny-en-Gohelle bedroeg op 1 januari 2022 3,5 vierkante kilometer; de bevolkingsdichtheid was toen 2.762 inwoners per km².

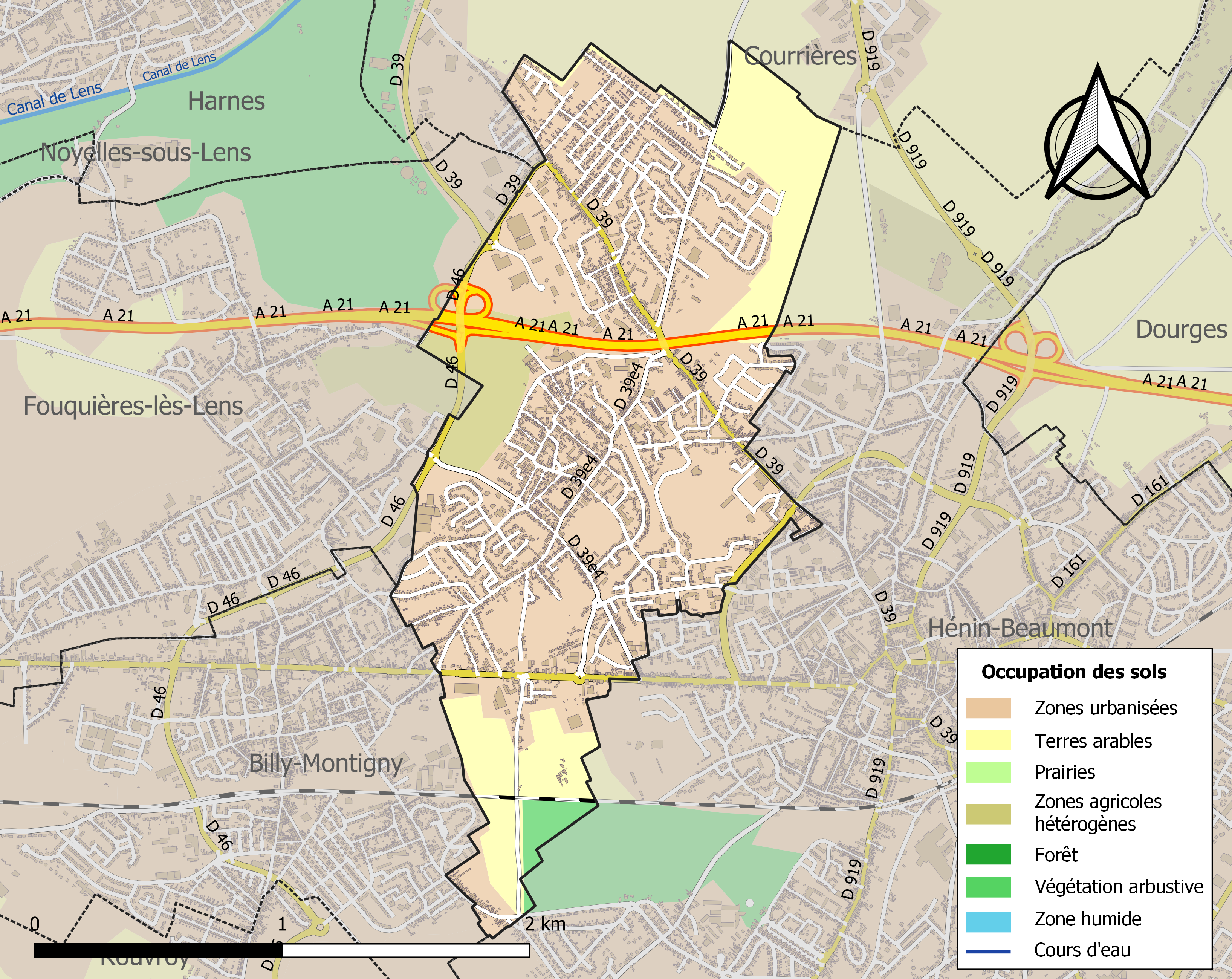
Kaart van de gemeente met belangrijkste infrastructuur, bodemgebruik en omliggende gemeenten

## Demografie
Onderstaande figuur toont het verloop van het inwonertal (bron: INSEE-tellingen).